# 2014年諾瓦克·喬科維奇網球賽季
諾瓦克·喬科維奇2014年賽季，是塞爾維亞網球運動員諾瓦克·喬科維奇一整年的賽事表現記錄。其中包含球員的勝負場數，球員之間的對戰記錄以及職業獎金記錄等。2014賽季喬科維奇的參賽計劃以大滿貫和1000大師賽為主，唯一一站500賽是十月份於中國北京舉行的中國網球公開賽。

## 年度概覽

### 澳洲網球公開賽
喬科維奇作為連續三屆澳網冠軍，將繼續以衛冕冠軍身份征戰墨爾本，但在年度第一項大滿貫開打之前，喬科維奇沒有參加任何熱身賽，澳網官網報導喬科維奇在墨爾本公園訓練，積極準備年度第一項大賽。然而，早早來到墨爾本訓練的喬科維奇，並沒有在比賽中發揮出應有的水準。雖然前四輪輕鬆過關，但在八強的時候遭遇斯坦尼斯拉斯·瓦林卡，比賽打了五盤，最終在長盤決勝中以7比9不敵瓦林卡，無緣向澳網四連冠發起衝擊。損失了澳網積分之後，喬科維奇與納達爾的積分一下子拉開到4000分以上，重返世界第一的難度又再次增加。

### 杜拜錦標賽
澳網衛冕失利之後，本站比賽之前，喬科維奇沒有參加任何賽，但在此期間，他在自己的社群網站放出在紅土場地上訓練的圖片，外界解讀為其正在為紅土賽季，尤其是最後的重頭戲，法網做準備。
作為四屆賽會冠軍，喬科維奇以頭號種子和衛冕冠軍的身份參加杜拜錦標賽。但四強比賽中三盤不敵羅傑·費德勒，也標誌著他從2006年以來第一次在三月份之前的比賽中沒有一項冠軍入賬。

### 北美硬地賽
3月份的北美硬地賽，喬科維奇繼2011年之後，第二次背靠背奪得印第安維爾斯大師賽和邁阿密大師賽兩項冠軍，大師賽的冠軍數目也增加至18個。

### 紅土賽季
喬科維奇以衛冕冠軍的身份參加蒙特卡洛大師賽，但在四強階段敗給費德勒，隨後爆出手臂受傷的消息，並退出了馬德里大師賽。隨後在羅馬大師賽復出，在決賽總擊敗納達爾奪得第三座羅馬冠軍暨19座大師賽冠軍。年度第二項大滿貫，法國網球公開賽，喬科維奇第二次闖進決賽，但在贏得首盤之後，被納達爾逆轉，再次無緣法網冠軍。

### 草地賽季
法網之後，喬科維奇沒有參加草地熱身賽直接參加温網。於八強賽中與西里奇打滿五盤逆轉晉級。四強階段與季米特洛夫交手，以3比1比分晉級，第三度闖入溫網決賽，決賽遭遇七屆賽會冠軍費德勒，在丟掉首盤之後，連贏兩盤，第四盤率先破發並進入發球勝賽局階段，遭到費德勒破發，比賽被拖進第五盤，喬科維奇在化解破發點之後獲得賽點，並在決勝盤以6比4勝出，總比分3比2擊敗費德勒，第二度加冕溫網冠軍，並且重回世界第一，也率先入圍年終總決賽。

### 美網系列賽
上賽季喬科維奇在北美三大賽取得了一四強，一八強和一亞軍的成績，需要保的積分為2000分左右。因此到美網結束，均可以保住世界第一的頭銜。

## 比賽列表

### 單打
| 賽事                                                                      | 場數累計 | 輪數                   | 對手                   | 對手排名 | 結果          | 比分                              |      |
| 澳洲公開賽 澳大利亞，墨爾本 大滿貫 室外硬地 2014年1月13日                 | 1        | 第一輪                 | 盧卡斯·拉科            | 96       | 勝            | 6-3, 7-67-2, 6-1                  |      |
| 澳洲公開賽 澳大利亞，墨爾本 大滿貫 室外硬地 2014年1月13日                 | 2        | 第二輪                 | 萊昂納多·梅耶爾        | 98       | 勝            | 6-0, 6-4, 6-4                     |      |
| 澳洲公開賽 澳大利亞，墨爾本 大滿貫 室外硬地 2014年1月13日                 | 3        | 第三輪                 | 丹尼斯·伊斯托明        | 49       | 勝            | 6-3, 6-3, 7-5                     |      |
| 澳洲公開賽 澳大利亞，墨爾本 大滿貫 室外硬地 2014年1月13日                 | 4        | 第四輪                 | 法比奧·福尼尼          | 16       | 勝            | 6-3, 6-0, 6-2                     |      |
| 澳洲公開賽 澳大利亞，墨爾本 大滿貫 室外硬地 2014年1月13日                 | 5        | 八強                   | 斯坦尼斯拉斯·瓦林卡    | 8        | 負            | 6-2, 4-6, 2-6, 6-3, 7-9           |      |
| 杜拜錦標賽 阿聯酋，杜拜 ATP 500賽 室外硬地 2014年2月24日                  |          |                        |                        |          |               |                                   |      |
| 6                                                                         | 第一輪   | 丹尼斯·伊斯托明        | 54                     | 勝       | 6-3, 6-3      |                                   |      |
| 7                                                                         | 第二輪   | 羅伯托·布迪斯塔-阿古特 | 121                    | 勝       | 6–1, 6–3      |                                   |      |
|                                                                           | 八強     | 米哈伊爾·尤日尼        | 15                     | 退賽     | N/A           |                                   |      |
| 8                                                                         | 四強     | 羅傑·費德勒            | 8                      | 負       | 6–3, 3–6, 2–6 |                                   |      |
| 印第安維爾斯大師賽 美國，印第安維爾斯 ATP 1000賽 室外硬地 2014年3月6日    |          | 第一輪                 |                        |          | 輪空          |                                   |      |
| 印第安維爾斯大師賽 美國，印第安維爾斯 ATP 1000賽 室外硬地 2014年3月6日    | 9        | 第二輪                 | 維克托·哈內斯庫        | 54       | 勝            | 7–6, 6–2                          |      |
| 印第安維爾斯大師賽 美國，印第安維爾斯 ATP 1000賽 室外硬地 2014年3月6日    | 10       | 第三輪                 | 亞歷山卓·岡薩雷斯      | 78       | 勝            | 6–1, 3–6, 6–1                     |      |
| 印第安維爾斯大師賽 美國，印第安維爾斯 ATP 1000賽 室外硬地 2014年3月6日    | 11       | 第四輪                 | 馬林·契利奇            | 25       | 勝            | 1–6, 6–2, 6–3                     |      |
| 印第安維爾斯大師賽 美國，印第安維爾斯 ATP 1000賽 室外硬地 2014年3月6日    | 12       | 八強                   | 儒利安·貝內托          | 67       | 勝            | 6–1, 6–3                          |      |
| 印第安維爾斯大師賽 美國，印第安維爾斯 ATP 1000賽 室外硬地 2014年3月6日    | 13       | 四強                   | 約翰·伊斯內爾          | 13       | 勝            | 7–5, 6–72–7,6–1                   |      |
| 印第安維爾斯大師賽 美國，印第安維爾斯 ATP 1000賽 室外硬地 2014年3月6日    | 14       | 決賽                   | 羅傑·費德勒            | 8        | 勝(1)         | 3–6, 6–3, 7–67–3                  |      |
| 邁阿密大師賽 美國，邁阿密 ATP 1000賽 室外硬地 2014年3月17日               |          | 第一輪                 | 輪空                   | 輪空     | 輪空          | 輪空                              |      |
| 邁阿密大師賽 美國，邁阿密 ATP 1000賽 室外硬地 2014年3月17日               | 15       | 第二輪                 | 杰瑞米·查迪            | 48       | 勝            | 6–4, 6–3                          |      |
| 邁阿密大師賽 美國，邁阿密 ATP 1000賽 室外硬地 2014年3月17日               |          | 第三輪                 | 弗洛里安·梅耶爾        | 30       | 退賽          | N/A                               |      |
| 邁阿密大師賽 美國，邁阿密 ATP 1000賽 室外硬地 2014年3月17日               | 16       | 第四輪                 | 托米·羅布雷多          | 17       | 勝            | 6–3, 7–5                          |      |
| 邁阿密大師賽 美國，邁阿密 ATP 1000賽 室外硬地 2014年3月17日               | 17       | 八強                   | 安迪·穆雷              | 6        | 勝            | 7–5, 6–3                          |      |
| 邁阿密大師賽 美國，邁阿密 ATP 1000賽 室外硬地 2014年3月17日               |          | 四強                   | 錦織圭                 | 21       | 退賽          | N/A                               |      |
| 邁阿密大師賽 美國，邁阿密 ATP 1000賽 室外硬地 2014年3月17日               | 18       | 決賽                   | 拉斐爾·納達爾          | 1        | 勝(2)         | 6–3, 6–3                          |      |
| 蒙特卡洛大師賽 摩納哥，蒙特卡洛 ATP 1000賽 室外紅土 2014年4月12日-4月20日 |          | 第一輪                 | 輪空                   | 輪空     | 輪空          | 輪空                              |      |
| 蒙特卡洛大師賽 摩納哥，蒙特卡洛 ATP 1000賽 室外紅土 2014年4月12日-4月20日 | 19       | 第二輪                 | 阿爾伯特·蒙塔涅斯      | 57       | 勝            | 6–1， 6–0                         |      |
| 蒙特卡洛大師賽 摩納哥，蒙特卡洛 ATP 1000賽 室外紅土 2014年4月12日-4月20日 | 20       | 第三輪                 | 巴勃羅·卡雷尼奧-巴斯達 | 62       | 勝            | 6–0， 6–1                         |      |
| 蒙特卡洛大師賽 摩納哥，蒙特卡洛 ATP 1000賽 室外紅土 2014年4月12日-4月20日 | 21       | 八強                   | 吉列爾莫·加西亞·洛佩斯 | 38       | 勝            | 4–6, 6–3, 6–1                     |      |
| 蒙特卡洛大師賽 摩納哥，蒙特卡洛 ATP 1000賽 室外紅土 2014年4月12日-4月20日 | 22       | 四強                   | 羅傑·費德勒            | 4        | 負            | 5–7， 2–6                         |      |
| 羅馬大師賽 意大利，羅馬 ATP 1000賽 室外紅土 2014年5月11日-5月18日         |          | 第一輪                 | 輪空                   | 輪空     | 輪空          | 輪空                              | 輪空 |
| 羅馬大師賽 意大利，羅馬 ATP 1000賽 室外紅土 2014年5月11日-5月18日         | 23       | 第二輪                 | 拉德克·斯泰潘內克      | 41       | 勝            | 6–3，7–5                          |      |
| 羅馬大師賽 意大利，羅馬 ATP 1000賽 室外紅土 2014年5月11日-5月18日         | 24       | 第三輪                 | 菲利普·科爾施賴伯      | 29       | 勝            | 4–6，6–2，6–1                     |      |
| 羅馬大師賽 意大利，羅馬 ATP 1000賽 室外紅土 2014年5月11日-5月18日         | 25       | 八強                   | 大衛·費雷爾            | 5        | 勝            | 7–5，4–6，6–3                     |      |
| 羅馬大師賽 意大利，羅馬 ATP 1000賽 室外紅土 2014年5月11日-5月18日         | 26       | 四強                   | 米洛斯·拉奧尼奇        | 10       | 勝            | 6–7(5–7)，7–6(7–4)，6–3           |      |
| 羅馬大師賽 意大利，羅馬 ATP 1000賽 室外紅土 2014年5月11日-5月18日         | 27       | 決賽                   | 拉斐爾·納達爾          | 1        | 勝(3)         | 4–6，6–3，6–3                     |      |
| 法國公開賽 法國，巴黎 大滿貫 室外紅土 2014年5月25日-6月8日                | 28       | 第一輪                 | 喬奧·索薩              | 44       | 勝            | 6–1，6–2，6–4                     |      |
| 法國公開賽 法國，巴黎 大滿貫 室外紅土 2014年5月25日-6月8日                | 29       | 第二輪                 | 傑瑞米·查迪            | 42       | 勝            | 6-0, 6-4, 6-4                     |      |
| 法國公開賽 法國，巴黎 大滿貫 室外紅土 2014年5月25日-6月8日                | 30       | 第三輪                 | 馬林·契利奇            | 26       | 勝            | 6–3，6–2，6–7(2–7)，6–4           |      |
| 法國公開賽 法國，巴黎 大滿貫 室外紅土 2014年5月25日-6月8日                | 31       | 第四輪                 | 若-威爾弗里德·特松加   | 14       | 勝            | 6–1，6–4，6–1                     |      |
| 法國公開賽 法國，巴黎 大滿貫 室外紅土 2014年5月25日-6月8日                | 32       | 八強                   | 米洛斯·拉奧尼奇        | 9        | 勝            | 7–5，7–6(7–5)，6–4                |      |
| 法國公開賽 法國，巴黎 大滿貫 室外紅土 2014年5月25日-6月8日                | 33       | 四強                   | 厄內斯特·古爾比斯      | 17       | 勝            | 7–5，7–6(7–5)，6–4                |      |
| 法國公開賽 法國，巴黎 大滿貫 室外紅土 2014年5月25日-6月8日                | 34       | 決賽                   | 拉斐爾·納達爾          | 1        | 負(1)         | 6–3，5–7，2–6，4–6                |      |
| 溫布頓錦標賽 英國，倫敦 大滿貫 室外草地 2014年6月25日-7月6日              | 35       | 第一輪                 | 安德烈·格魯貝夫        | 55       | 勝            | 6–0，6–1，6–4                     |      |
| 溫布頓錦標賽 英國，倫敦 大滿貫 室外草地 2014年6月25日-7月6日              | 36       | 第二輪                 | 拉德克·斯泰潘內克      | 38       | 勝            | 6–4, 6–3, 6–7(5–7), 7–6(7–5)      |      |
| 溫布頓錦標賽 英國，倫敦 大滿貫 室外草地 2014年6月25日-7月6日              | 37       | 第三輪                 | 吉爾·西蒙              | 44       | 勝            | 6–3，6–2，6–7(2–7)，6–4           |      |
| 溫布頓錦標賽 英國，倫敦 大滿貫 室外草地 2014年6月25日-7月6日              | 38       | 第四輪                 | 若-威爾弗里德·特松加   | 17       | 勝            | 6–3，6–4，7–6(7–5)                |      |
| 溫布頓錦標賽 英國，倫敦 大滿貫 室外草地 2014年6月25日-7月6日              | 39       | 八強                   | 馬林·契利奇            | 29       | 勝            | 7–5，7–6(7–5)，6–4                |      |
| 溫布頓錦標賽 英國，倫敦 大滿貫 室外草地 2014年6月25日-7月6日              | 40       | 四強                   | 格里戈爾·季米特洛夫    | 13       | 勝            | 6–4，3–6，7–6(7–2)，7–6(9–7)      |      |
| 溫布頓錦標賽 英國，倫敦 大滿貫 室外草地 2014年6月25日-7月6日              | 41       | 決賽                   | 羅傑·費德勒            | 4        | 勝(4)         | 6–7(7–9), 6–4, 7–6(7–4), 5–7, 6–4 |      |
| 加拿大大師賽 加拿大，多倫多 ATP 1000賽 室外硬地 2014年8月4日-8月10日      |          | 第一輪                 | 輪空                   | 輪空     | 輪空          | 輪空                              | 輪空 |
| 加拿大大師賽 加拿大，多倫多 ATP 1000賽 室外硬地 2014年8月4日-8月10日      | 42       | 第二輪                 | 加埃爾·蒙菲爾斯        | 22       | 勝            | 6–2，6–7(4–7)，7–6(7–2)           |      |
| 加拿大大師賽 加拿大，多倫多 ATP 1000賽 室外硬地 2014年8月4日-8月10日      | 43       | 第三輪                 | 若-威爾弗里德·特松加   | 15       | 負            | 2–6，2–6                          |      |
| 辛辛那提大師賽 美國，辛辛那提 ATP 1000賽 室外硬地 2014年8月4日-8月10日    |          | 第一輪                 | 輪空                   | 輪空     | 輪空          | 輪空                              | 輪空 |
| 辛辛那提大師賽 美國，辛辛那提 ATP 1000賽 室外硬地 2014年8月4日-8月10日    | 44       | 第二輪                 | 吉爾·西蒙              | 31       | 勝            | 6–3，4–6，6–4                     |      |
| 辛辛那提大師賽 美國，辛辛那提 ATP 1000賽 室外硬地 2014年8月4日-8月10日    | 45       | 第三輪                 | 托米·羅布雷多          | 20       | 負            | 6–7(6–8)，5–7                     |      |